# Une balle, c'est ton prix
Pour plus de détails, voir Fiche technique et Distribution.
Une balle c'est ton prix (Los 7 de Pancho Villa) est un western spaghetti espagnol sorti en 1967, réalisé par José María Elorrieta.

## Synopsis
Au cours d'une bataille de la Révolution mexicaine, Pancho Villa est blessé et doit laisser sur place à Colón une grosse réserve d'or. Il doit alors s'accorder avec le Général Urbina, qui met à sa disposition sept hommes afin de récupérer l'or caché dans une ferme près de la frontière. L'or doit servir pour monter une nouvelle armée. Mais entre-temps, les troupes pro-gouvernementales et américaines déciment ses partisans sans défense. Accompagnés du général et d'un mercenaire américain, Gringo, les sept se mettent en route. Ils rencontrent un vieux révolutionnaire dont la jeune compagne les suit et devient bientôt la maîtresse du général. Le groupe étant arrivé à la ferme, Gringo découvre que la veuve qui s'y trouve, Vera Stevens, a vu son mari assassiné par les gens de Villa. Gringo décide de contrecarrer les plans des Mexicains des deux côtés.

## Fiche technique
- Titre français : Une balle, c'est ton prix[2]
- Titre original espagnol : Los 7 de Pancho Villa
- Genre : western spaghetti
- Réalisation : José María Elorrieta
- Scénario : Manuel Sebares Caso
- Musique : Federico Contreras
- Photographie : Alfonso Nieva
- Montage : Antonio Ramírez de Loaysa
- Production : Sidney W. Pink, Félix Sánchez, Ricardo Vázquez pour Lacy Internacional Films et Cinemagic Inc.
- Pays :  Espagne
- Distribution en Espagne : Cooperativa Cinematográfica de Distribución
- Durée : 91 min
- Année de sortie : 1967
- Langue du tournage : espagnol
- Date de sortie en salle en France : 21 octobre 1970[2]

## Distribution
- Nuria Torray : María
- John Ericson : Don Diego Alvarado/Diego Owens
- Mara Cruz : Vera Stevens
- Gustavo Rojo : Général Urbina
- Juan Antonio Peral : Juárez
- Fernando Curiel : Chaves
- Reginal Guilliams : Salas
- Guillermo Méndez : Camacho
- José Luis Lluch : Mudo
- Regina de Julián : Juana
- Rosa Girón : Rosita
- Mario Losier
- Beatriz Savón : fille de la cantina
- Pastor Serrador : Manuel Sierra
- Antonio Jiménez Escribano : Colonel Hidalgo
- James Philbrook : shérif de Cerezo
- Ricardo Palacios : Pancho Villa